# Григорян, Александр Михайлович
Александр Михайлович Григорян (8 февраля 1914, Баку — 16 декабря 2005 года, Лос-Анджелес, Калифорния, США) — учёный-нефтяник с мировым именем, основатель технологии бурения горизонтально-разветвлённых (многоствольных) скважин. Кандидат технических наук, соавтор около 100 научных трудов и изобретений.

## Биография
Родился 8 февраля 1914 года в Баку.

### Помощник бурильщика
С 1932 года работал помощником бурильщика.

### Горный инженер-нефтепромысловик
В 1939 году окончил Азербайджанский индустриальный институт по специальности горный инженер-нефтепромысловик (горный инженер по нефтепромыслам).
До 1944 года работал в Экспериментальной конторе турбинного бурения в Баку и Краснокамске, затем в Отделе турбобурения Министерства нефтяной промышленности и до 1980 года во ВНИИБТ.

### Технология горизонтального бурения
В 1941 году А. М. Григорян разработал технологию и пробурил первые в мире наклонные скважины с гидравлическим забойным двигателем. Первой была пробурена наклонная скважина № 1385 под Каспийское море по новой технологии. Получено авторское свидетельство СССР, № 68685 от 2 Июня 1944 года.
До 1949 года Григорян А. М. разрабатывал технологию разветвления скважин (без уипстоков). С целью увеличения продуктивности Григорян предложил бурить горизонтально-разветвлённые скважины по аналогии с корнями у деревьев, которые расходятся в разные стороны.
С 1953 года Григорян А. М. разрабатывал технологию горизонтального бурения. Получил поддержку выдающегося русского учёного К.Царевича.

#### Краснокаменское и Карташевское месторождения Башкортостана (1947—1953)
Начало практической реализации идеи было положено экспериментальными буровыми работами А. М. Григоряна и В. А. Брагина на Краснокаменском и Карташевском месторождениях Башкортостана (1947—1953), где были пробурены первые шесть многозабойных скважин (МЗС) и получено авторское свидетельство № 78747 от 1 апреля 1949 г. на имя А. М. Григоряна, В. А. Брагина и К. А. Царевича.

#### Месторождение Ишимбайнефти в Башкирии — скважины 65/45, 66/45
Изобретатель протестировал свою теорию, когда в Башкирии на месторождении Ишимбайнефти. Сначала на скважине № 65/45 (1952), а затем на, ставшей потом знаменитой, скважине № 66/45 (1953) впервые было пробурено по несколько горизонтальных стволов. Он пробурил основной ствол скважины до глубины 575 метров прямо к кровле продуктивного артинского яруса. После чего из этого основного необсаженного ствола он пробурил ответвления наподобие корней у деревьев. Бурение осуществлялось без установки цементных мостов, без отклонителей, что называется «на ощупь» без каких-либо специальных инструментов. Первая действительно успешная многоствольная скважина была пробурена в Башкирии в 1953 году. Это была скважина № 66/45, пробурённая Александром Григоряном, которого по праву считают отцом технологии многоствольного бурения.
Скважина 66/45 имела 9 стволов с максимальным отходом от вертикали 136 метров. Общая эффективная длина всех стволов составила 322 метра. По сравнению с традиционными скважинами, пробурёнными на том же самом месторождении, эффективная мощность скважины 66/45 была в 5,5 раз больше. Затраты на бурение этой многоствольной скважины были в 1,5 раза выше, при этом дебит нефти был в 17 раз больше, по сравнению с традиционными скважинами (120 м3/сут против 7 м3/сут).
Таким образом, как и многие новейшие разработки в нефтяной отрасли, технология бурения многоствольных скважин была разработана и впервые успешно применена в бывшем СССР.
Александр Григорян придерживался точки зрения, что гораздо эффективнее увеличивать объёмы бурения за счёт ветвления скважин в уже известных нефтеносных пластах, чем бурить множество скважин с поверхности в надежде попасть в предполагаемую нефтеносную зону.

#### IV Международный Нефтяной Конгресс в Риме
На IV Международном Нефтяном Конгрессе в Риме — прошла демонстрация профиля скважины № 65/45. Затем демонстрация профиля скважины № 65/45 в американском журнале «Drilling» (декабрь 1955, стр. 187).
Успешное бурение скважины 66/45 дало толчок дальнейшему применению этой технологии. За период с 1953 по 1980 гг. в Советском Союзе были пробурены ещё 110 многоствольных скважин в Восточной Сибири, Западной Украине и вблизи Чёрного моря. Из них 30 скважин пробурил Александр Григорян.

#### ВНИИБТ — Вскрытие пластов многозабойными и горизонтальными скважинами
До 1970 г. во ВНИИБТ под руководством А. М. Григоряна группой специалистов была разработана теория бурения таких скважин и эффективная технология их проводки. А. М. Григорян подвёл итог этим работам в своей монографии, которую выпустил в 1969 г. — «Вскрытие пластов многозабойными и горизонтальными скважинами». Москва, Недра, 1969 г., 192 с.
Во ВНИИБТ в это время был разработан и создан целый ряд технических средств, которые успешно были применены при бурении ГС и РГС в бывшей Куйбышевской области, на Западной Украине, Восточной Сибири (Марковская разведочная с отклонением горизонтального ствола, равным 632 м и одним разветвлением) и многие другие.
В Башкортостане уже с конца 1970-х годов, буквально на фоне промышленного освоения технологии бурения РГС пока ещё с участием самого А. М. Григоряна (1949—1980 годы), по инициативе профессора М. М. Султанова и БашНИПИнефть были начаты работы над созданием научных основ проектирования и организации разработки нефтяных месторождений с помощью горизонтальных скважин (ГС).

#### 1976 год — пробурена первая в Татнефти скважина с горизонтальным окончанием
Бывший министр нефтяной промышленности В. Д. Шашин, узнав из американского журнала «Офшор», Май, 1975 (стр. 303, 304), о работах автора в СССР, поручил автору приобщить Татнефть к наиболее простым элементам этой технологии.
В 1976 году первую в Татнефти скважину с горизонтальным окончанием (длиной 306 метров) пробурил в «Альметьвскнефти», под № 1947, на Сиреневской площади. Эта скважина, до сих пор успешно эксплуатируется.
В 13 районах бывшего СССР пробурено более 30 разветвлённо-горизонтальных скважин (РГС) с очень высокой продуктивностью.

#### Интерес к бурению ГС в мире: США, Франция, Великобритания
В эти же годы резко возрастает интерес к бурению ГС в США, так как этот вид бурения становится экономически выгодным с использованием даже обычного, традиционного оборудования.
70-е годы — начало промышленного бурения ГС за рубежом. Лидером бурения ГС стал Французский институт нефти (ФИН), специалисты которого взяли за основу исследования советских учёных-нефтяников в области бурения и разработки нефтяных месторождений с помощью ГС и многозабойных скважин (МЗС), а также фирма «Эльф-Акитен».
После успешного применения в России тысяч таких скважин, нефтяники Великобритании тоже решились на их использование.
Технология ГС позволила разрабатывать все морские и другие труднодоступные месторождения углеводородов, обеспечив рост нефтедобычи мира во второй половине 20-го столетия.
А. М. Григорян создал новые подходы к разработке нефтяных месторождений и технологию бурения скважин-гигантов.
Буримые с поверхности специальные разветвлённо-горизонтальные скважины имеют дебиты в десятки раз выше обычных и вдвое увеличивают общее извлечение углеводородов.
Опыт эксплуатации ГС на нескольких месторождениях США уже к 1982 г. показал, что они обладают большими потенциальными возможностями для обеспечения наиболее полного извлечения из недр углеводородов особенно там, где традиционные методы не дают эффекта, то есть мало применимы. Большие работы по внедрению бурения ГС начались в шельфовой зоне Северного моря.
В 1985—1986 г.г. центр бурения ГС уверенно переместился в США.
Успехи фирмы французской компании «Эльф-Акитен» вызвали огромный интерес многих нефтяных фирм США. Начинается активное разбуривание горизонтальными скважинами месторождения Прадхо Бей, сложенного низкопроницаемыми известняками. Резко возросли объёмы бурения ГС в шельфовой зоне Северного моря (Дания, Норвегия, Англия).
1987 году в Хьюстоне проходит 12-й Международный нефтяной конгресс. В сводном докладе, представленном на Конгрессе французскими и американскими специалистами было предложено осуществлять бурение ГС по трём методам: с малым (6 — 45 м), средним (40 — 100 м) и большим (300—600 м) радиусами кривизны.

### Эмиграция в США
В 1980 году автора уволили из ВНИИБТ, с запретом работы в данном направлении. В 1988 году единственный в мире специалист ГС-технологии — А. М. Григорян эмигрировал в США. Григорян переехал в Лос-Анджелес штат Калифорния и основал там компанию «Grigoryan Branched-Horizontal Wells». Благодаря его усилиям технология бурения многоствольных скважин начала своё развитие в США. А оттуда распространилась и на другие страны. 1989 год — в США пробурено уже 51 ГС и 30 — в Европе. С 1990 по 1992 год в США пробурено 2000 скважин, а к 2000 году планируется пробурить до 20 тыс. таких скважин. Максимальная длина горизонтального участка скважины при этом в Калифорнии достигла 3865 м. В США благодаря ГС добывалось дополнительно 16 тыс. т нефти в сутки. Бурением ГС занимается свыше 50 фирм и компаний в более чем 20 странах мира. Основные из них — «Стандарт-Ойл» (Норвегия), «Арко» (Дания), «Истмен Кристенсен» (США), «Пройсаг» (ФРГ), «Тедси», «Бритиш Петролеум» (Англия), «Эльф-Акитен» (Франция), «Эльф-Италия», «Сперисан» (США), «Анадрилл» (США) и др.

### 90-е годы — надежда на новые контакты в России
С 1991 года Министерство нефтяной и газовой промышленности СССР продолжило финансировать уточнённую программу «Горизонт», в числе основных исполнителей которой были названы МНТК «Нефтеотдача», ВНИИОЭНГ, ВНИИБТ и др. В России в 1990 г. было сооружено 12 ГС, в 1991 г. — 44 (в том числе в Западной Сибири 13). В 1992 г. пробурено 32 ГС.
С 1991 года по поручению, в то время, главного геолога ПО «Татнефть» Р. Х. Муслимова Волкову Ю. А., как заведующему лабораторией Казанского отдела ТатНИПИнефть, было поручено буквально «с чистого листа» организовать работу над проблемой «Обоснование систем разработки нефтяных месторождений РТ горизонтальными и наклонно направленными скважинами».
- 1993 год — Григорян А. М. приехал из Лос-Анджелеса с докладом «РГС Григоряна — следующая ступень развития нефтедобывающей промышленности» на VII Международный симпозиум по повышению нефтеотдачи пластов.

1998 год, ноябрь — Григорян А. М., Президент компании «Григорян Бранчед-Хоризонтал Веллс» (Лос-Анджелес, США) публикует в журнале «Нефтяное хозяйство» статью «Разветвленно-горизонтальные скважины — ближайшее будущее нефтяной промышленности (в порядке обсуждения)»
- В 2001 году в Казани на I Республиканской научно-практической конференции «Актуальные задачи выявления и реализации потенциальных возможностей горизонтальных технологий нефтеизвлечения» был сделан доклад, посвящённый 25-летию бурения и ввода в эксплуатацию в РТ (1976) первой горизонтальной скважины, которая была пробурена при непосредственном участии А. М. Григоряна.
- 18-19 декабря 2003 в Казани проходила II Республиканская научно-практическая конференция «Актуальные задачи выявления и реализации потенциальных возможностей горизонтальных технологий нефтеизвлечения», посвящённая 50-летию РГБ в Татарстане. А. М. Григорян прислал участникам данного совещания свои приветствия и пожелания.

Благодаря контактам с российскими специалистами у него вновь появилась надежда всё-таки запатентовать ещё нераскрытые и никому не известные элементы своей технологии в России, найти здесь поддержку, принять участие в бурении на наших месторождениях ещё нескольких РГС, найти соратников и передать им свой опыт.
Май 2004 года — с надеждой Александр Михайлович пишет свою практически последнюю статью под названием «Нефти остаётся в недрах в четыре раза больше, чем её извлекают».
В 2005 году эта статья А. М. Григоряна опубликована в журнале «Основной ресурс».
В мае Григорян А. М. приезжает в Россию сам с желанием сделать надёжный патент, пробурить несколько РГС, передать опыт. Но переговоры Р. Х. Муслимова с руководством ОАО «Татнефть» к положительным результатам не привели.
16 декабря 2005 года Александр Михайлович Григорян скончался.
Широкое применение метода А. М. Григоряна равноценно открытию на земле в огромных количествах нового вида дешёвой энергии, которая давно освоена и используется.
8 февраля 2014 года исполнилось 100 лет со дня рождения создателя уникальной технологии бурения разветвлённо-горизонтальных скважин (РГС), выдающегося изобретателя-инноватора Александра Михайловича Григоряна.

## Награды
В 1974 году А. М. Григорян был награждён значком «Отличник нефтяной промышленности».

## Дополнительная информация
В 2003 году Международным Биографическим Центром в Кембридже (Англия) Архивная копия от 7 ноября 2019 на Wayback Machine Александр М. Григорян признан Одним из Тысячи Великих Американцев.

Уважаемый Mp. Григорян,
США известны своей мощью и стремлением в перспективе к лучшему будущему — это особенно характерно проявилось в последние месяцы. Мы живём в трудное время и без сомнения Америка является маяком Справедливости и Свободы при вступлении в XXI век.
После 35 лет публикаций Международный Биографический Центр в Кембридже гордится своими фундаментальными исследованиями в современном мире. Биографический Центр с самого начала всегда имел самые близкие связи с США и с их выдающимися гражданами. Это достигалось не только с помощью публикаций различных Биографических Центров, но и через Международный Конгресс, где из 29 учёных 12 были гражданами США.
Будучи главным издателем Международного Биографического Центра, я решил в течение 2003—2004 годов пополнить список нашего издания — «Одна тысяча великих американцев».
Лично Вас я выбрал, как одного из выдающихся учёных и подходящего для этого издания, которое будет опубликовано для всего Мира.
Конечно, это люди, создающие величие США, но это только очень небольшая часть населения страны, которые отражают превосходство США и делают страну такой, какая она есть! Если Вы знаете коллег, которые могут быть включены в число «1000», сообщите нам их координаты.
Пожалуйста, найдите время прочитать наши приложения и принять моё приглашение о включении как «Одного из тысячи великих американцев».
С уважением, Джон Гиффорд, Главный Издатель

## Статьи

### Журнал «Нефтяное хозяйство»
- 1950 Июнь. Григорян А. М. Статья «Применение утяжелённого низа в турбинном бурении».
- 1953 Апрель. Григорян А. М., Коваленко К. И. Статья «Многозабойное бурение».
- 1954 Ноябрь. Григорян А. М., Лепешинский И. Ю. «Геофизические измерения в пологих и горизонтальных стволах».
- 1961 Ноябрь. Григорян А. М. «Наклонные скважины для глушения открытых фонтанов».
- 1969 Сентябрь. Григорян А. М., Васильевский С. С., Осинцев Ю. Л. Статья «Бурение горизонтальных скважин».
- 1976 Ноябрь. Григорян А. М. (ВНИИБТ) Статья «Разветвленно-горизонтальные скважины».
- 1998 Ноябрь. Григорян А. М., Президент компании «Григорян Бранчед-Хоризонтал Веллс» (Лос-Анджелес, США) Статья «Разветвленно-горизонтальные скважины — ближайшее будущее нефтяной промышленности (в порядке обсуждения)»

### Журнал «Основной ресурс»
- 2005 Январь. Григорян А. М. Статья «Нефти остаётся в недрах в четыре раза больше, чем её извлекают»